# Jarnac
Jarnac é uma comuna francesa na região administrativa da Nova Aquitânia, no departamento de Charente. Estende-se por uma área de 11,99 km². Em 2010 a comuna tinha 19 062 habitantes (densidade: 1 589,8 hab./km²).